# Монджуфи Мелия
Монджу̀фи Мелѝя (на италиански: Mongiuffi Melia; на сицилиански: Mungiuffi Milia, Мунджуфи Милия) е село и община в Южна Италия, провинция Месина, автономен регион и остров Сицилия. Разположено е на 421 m надморска височина. Населението на общината е 659 души (към 2011 г.).